# Klaus Hoffmann (Fußballspieler)
Klaus Hoffmann (* 27. Januar 1934 in Halle an der Saale) ist ein ehemaliger deutscher Fußballspieler. Er spielte von 1954 bis 1965 für den SC Chemie Halle, bestritt 235 Erst- und Zweitligapunktspiele und erzielte als Abwehrspieler vier Tore. 1956 und 1962 gewann er mit Chemie Halle den DDR-Fußballpokal.

## Sportliche Laufbahn
Seine Laufbahn als Fußballspieler begann Klaus Hoffmann als Jugendlicher bei der SG Genossenschaften Halle, aus der sich 1951 die Betriebssportgemeinschaft (BSG) Empor Halle entwickelte. 1952 schaffte er mit der BSG Empor den Aufstieg in die drittklassige Bezirksliga Halle. Nach Abschluss der Saison 1953/54 delegierte Empor Halle Hoffmann zum DDR-Oberligisten Sportclub Chemie Halle-Leuna.
Sein erstes Oberligaspiel bestritt Hoffmann am 26. September 1954 als Einwechselspieler. Insgesamt wurde er in der Saison 1954/55 in 16 Punktspielen eingesetzt, zehnmal stand er als Abwehrspieler in der Startelf. Am Saisonende musste Halle in die DDR-Liga absteigen. Im Herbst 1955 wurde im DDR-Fußball eine Übergangsrunde ausgetragen, um künftig im Kalenderjahr-Rhythmus zu spielen. Während Hoffmann in dieser Runde nicht eingesetzt wurde, bestritt er in der Ligasaison 1956 25 der 26 Punktspiele und war damit maßgeblich am sofortigen Wiederaufstieg der Hallenser beteiligt. Der SC Chemie beendete das Spieljahr mit dem Gewinn des DDR-Fußballpokals. Im Endspiel gegen den ZASK Vorwärts Berlin (2:1) wurde Hoffmann in der zentralen Abwehr eingesetzt.
In den Oberligaspielzeiten 1957 und 1958 konnte Hoffmann seine Position als Stammspieler festigen, bestritt 1957 alle 26 Punktspiele und fehlte 1958 nur bei drei Oberligaspielen. Während der Saison 1958 fusionierte der SC Chemie Halle-Leuna mit dem SC Wissenschaft Halle und trat künftig als SC Chemie Halle auf. Am Saisonende musste der SC erneut in die DDR-Liga absteigen. Abermals gelang die sofortige Rückkehr in die Oberliga, Hoffmann gehörte mit 25 von 26 Punktspielen ebenfalls wieder zu den treibenden Kräften. In den beiden folgenden Spielzeiten konnte er seinen Stammplatz behaupten und fehlte nur 1960 bei einem Punktspiel. 1961/62 wurden in einer Saison 39 Oberligaspiele austragen, da der DDR-Fußball wieder zum Sommer-Frühjahr-Spielrhythmus zurückkehrte. Am Saisonende stand das Finale um den DDR-Pokal, das die Hallenser erneut gewannen. Wieder mit Hoffmann in der zentralen Abwehr wurde diesmal der SC Dynamo Berlin mit 3:1 bezwungen.
1962/63 wurde Hoffmann erneut in allen 26 Oberligabegegnungen eingesetzt, außerdem bestritt er beide Spiele im Europapokal der Pokalsieger 1962/63 gegen OFK Belgrad (0:2, 3:3). Seine letzte Oberligasaison spielte Hoffmann 1963/64. Er bestritt noch alle 13 Punktspiele der Hinrunde, danach wurde er in der Oberliga nicht mehr eingesetzt. Die Saison endete mit dem abermaligen Abstieg des SC Chemie Halle. In der DDR-Liga-Saison 1964/65 kehrte Hoffmann in die 1. Mannschaft zurück und verhalf den Hallensern mit 27 Einsätzen bei 30 Punktspielen zum dritten Mal zum umgehenden Wiederaufstieg. Danach beendete er endgültig seine Laufbahn im höherklassigen Fußball. Als 1966 der Hallesche FC Chemie gegründet wurde, wählte man Hoffmann in den Clubvorstand. 1969 wurde er Mannschaftsleiter der Oberligamannschaft des HFC.